# Marston on Dove
Marston on Dove est une paroisse civile et un village du Derbyshire, en Angleterre.